# Оглоблинская волость
Оглоблинская волость располагалась в западной части Коломенского уезда (по доекатерининскому административно-территориальному делению). Административный центр — с. Оглоблино (откуда и название). Одна из самых поздних волостей — впервые упоминается в писцовой книге Д. П. Житова 1577—1578 гг. Просуществовала до XVIII века, когда её территория была поделена между соседними станами и волостями.

## Погосты
На территории волости существовали два погоста:
- на речке Коломенке с церковью Воздвижения Честного Креста и теплым храмом Николы Чудотворца
- на речке Коширке, усть речки Хочемки, погост Дмитреевской с церковью Дмитрия Солунского

## Поселения
На территории Оглоблинской волости располагались следующие населенные пункты (ныне в составе Ступинского района Московской области):
- Большое Лупаково
- Оглоблино
- Спасское (Спасское-Коркодиново)
- Верховляны
- Костомарово
- Леонтьево
- Акулово
- Орешково
- Пасыкина
- Чиликино